# Издетель (деревня)
Изде́тель — деревня в Лотошинском районе Московской области России.
Относится к городскому поселению Лотошино, до муниципальной реформы 2006 года — деревня Ушаковского сельского округа. Население — 13 чел. (2010).

## География
Расположена чуть южнее районного центра — посёлка городского типа Лотошино, на левом берегу реки Лоби при впадении в неё реки Издетели, в 1,5 км к западу от автодороги Р107 Клин — Лотошино. Ближайшие населённые пункты — деревни Высочки, Астренёво и посёлок Лотошино.

## Исторические сведения
В летописи под 1390 г. есть упоминания о волости Издетемль, которая располагалась по течению реки Издетель. Предполагается, что с того времени сохранилась и деревня.
До 1929 года входила в состав Лотошинской волости Волоколамского уезда Московской губернии.
По материалам Всесоюзной переписи населения 1926 года в деревне проживал 51 человек (27 мужчин и 24 женщины), насчитывалось 10 крестьянских хозяйств.

## Население
| 1926 | 2002 | 2006 | 2010 |
| ---- | ---- | ---- | ---- |
| 51   | ↘17  | ↘14  | ↘13  |